# L'amico ritrovato (film)
L'amico ritrovato (Reunion) è un film del 1989 diretto da Jerry Schatzberg.
Il film è basato sull'omonimo libro scritto da Fred Uhlman.

## Trama
Hans Strauss dagli Stati Uniti ritorna in Germania, il suo paese di origine, per raccogliere alcuni oggetti appartenuti alla sua famiglia e piangere sulla tomba dei genitori. In questa occasione, Hans si ricorda di quando era ragazzo, nei primi anni '30.
A quell'epoca Hans è il sedicenne figlio di un medico ebreo, che frequenta il Karl Alexander Gymnasium di Stoccarda. Un giorno arriva nella sua classe un nuovo compagno: Konradin von Lohenburg, discendente di un'antica famiglia tedesca aristocratica. Inizialmente Hans e la sua classe mostrano ammirazione verso il nuovo compagno, ma nessuno ha il coraggio di parlargli. Presto però, tra Hans e Konradin nasce una forte amicizia, grazie alla loro passione in comune per le monete greche e da quel giorno i due diventano inseparabili. I primi tempi risultano molto felici e spensierati per entrambi, che finora non avevano ancora avuto un vero amico.
I problemi nascono quando Hans si accorge che il suo amico non lo invita mai a casa sua, al contrario di lui che invece lo ospita vari pomeriggi, presentandolo fin da subito ai suoi genitori. Un giorno Konradin invita finalmente l'amico a casa sua, ma i suoi genitori non ci sono. All'inizio Hans ne è sollevato, temendo il confronto con i nobili genitori del suo amico, ma poiché la cosa si ripete tutte le volte che viene invitato, inizia a sospettare che Konradin si vergogni di lui in quanto ebreo o borghese e teme di perdere il suo amico. Una sera, andando a teatro, Hans incontra Konradin con la sua famiglia. Stranamente l'amico non saluta Hans e finge addirittura di non vederlo. Dopo alcuni giorni, Hans trova finalmente il coraggio di chiedere a Konradin spiegazioni sul suo comportamento. Konradin gli rivela allora che i suoi genitori odiano gli ebrei, soprattutto sua madre, che nutre verso loro un profondo terrore misto ad odio bramoso. Da quel giorno la loro amicizia non è più la stessa.
Dopo le vacanze estive subentra anche il nazismo, che trasforma la scuola in modo significativo. L'edificio è adornato da bandiere con svastiche e molte persone che Hans conosce diventano ostili verso di lui, soprattutto alcuni compagni, che lo insultano in quanto ebreo. Quando la situazione peggiora, i suoi genitori decidono di mandarlo a vivere in America da un suo zio. Prima della sua partenza Konradin, ormai plagiato dall'ideologia nazista, dichiara a Hans la sua fiducia in Hitler, ritenendolo l'unica persona che può salvare il paese.
Qualche tempo dopo la sua partenza, i genitori di Hans si suicidano e lui rimane a vivere negli Stati Uniti, dove sposerà una ragazza di Boston.
Concluso il flashback, l'anziano Hans decide di indagare su che cosa sia accaduto all'amico di un tempo, dopo la loro separazione. Le sue ricerche lo portano al nuovo Karl Alexander Gymnasium. Qui Hans vede il nome di Konradin su una lapide, scoprendo così che il suo amico era stato giustiziato per aver partecipato alla congiura per uccidere Hitler.

## Riconoscimenti
- 1989 - Festival di Cannes
  - Candidatura alla Palma d'oro a Jerry Schatzberg[2]
- 1990 - David di Donatello
  - Candidatura come Miglior film straniero a Jerry Schatzberg[3]